# Городецкое (озеро)
Городецкое (Пустозерское) — крупное озеро в Заполярном районе Ненецкого автономного округа Архангельской области.
Озеро находится в 19 километрах к юго-западу от города Нарьян-Мар и в 2 км к югу от деревни Устье Тельвисочного сельсовета. Площадь озера — 14,1 км², площадь водосбора — 513 км². Средняя ширина озера между берегами составляет 0,3 км. Длина береговой линии — 20,7 км. Максимальная глубина — 2,5 метра. Озеро окружено болотами. На озере есть несколько островов. Впадают реки: Русская (в которую близ устья впадает река Кубриха), Городецкая. Имеет сообщение с озером Каниха, в которое впадает Светлая Речка. Из озера вытекает рукав Печоры Городецкий Шар, где на мысу озера Пустое стоял старинный русский город Пустозерск (Городок), от которого осталось Пустозерское городище. По Городку и озеро, и шар (протока) стали именоваться Городецкими. В восточной части Городецкого озера находится древнее поселение Югорская сопка (VI—X века). I — началом II тысячелетия нашей эры датируется мысовое городище Кобылиха, находящееся в районе Городецкого озера. Это единственный памятник в материковой части крайнего северо-востока России, на котором найдена не только керамика, имеющая сходство с нижнеобской посудой, но и древнерусская домонгольская.